# Kansas State University Women's Volleyball
La Kansas State University Women's Volleyball è la squadra pallavolo femminile appartenente alla Kansas State University, con sede ad Manhattan (Kansas): milita nella Big 12 Conference della NCAA Division I.

## Storia
Il programma di pallavolo femminile della Kansas State University viene fondato nel 1974 da Ann Heider. Due anni dopo viene affiliato alla Big Eight Conference, di cui fa parte fino al suo scioglimento nel 1996, e nel 1981 entra a far parte della neonata NCAA Division I. Primi risultati di rilievo arrivano nella seconda parte degli anni novanta, quando, con in panchina Jim Moore, le Wildcats partecipano per prima volta alla post-season, uscendo al secondo turno. 
Dopo essersi trasferite nella Big 12 Conference, nel quadriennio con in panchina Jim McLaughlin, invece, il programma partecipa ogni anno al torneo NCAA, spingendosi fino alle Sweet Sixteen nel 2000. Nel 2001 la panchina viene assegnata a Suzie Fritz e durante la sua gestione, oltre a partecipare con regolarità alla post-season, dove bissano in due occasioni l'accesso alle semifinali regionali (2003 e 2011), le Wildcats conquistano il primo titolo di conference della propria storia.

## Record
| Piazzamento          |    | Edizione                                                        |
| -------------------- | -- | --------------------------------------------------------------- |
| Tornei NCAA          | 18 | Sweet Sixteen: 3 2000, 2003, 2011                               |
| Tornei NCAA          | 18 | Secondo turno: 8 1996, 1998, 1999, 2001, 2002, 2004, 2005, 2007 |
| Tornei NCAA          | 18 | Primo turno: 7 1997, 2008, 2012, 2014, 2015, 2016, 2021         |
| Titoli di conference | 1  | Big 12 Conference: 1 2003                                       |

## Conference
- Big Eight Conference: 1976-1995
- Big 12 Conference: 1996-

## All-America

### First Team
- Lauren Goehring (2003)

### Second Team
- Dawn Cady (1999)

### Third Team
- Natal'ja Korobkova (2007, 2008)
- Katie Brand (2016)

## Allenatori
- Ann Heider: 1974
- Mary Phyl Dwight: 1975-1978
- Ron Spies: 1979
- Scott Nelson: 1980-1990
- Patti Hagemeyer: 1991-1993
- Jim Moore: 1994-1996
- Jim McLaughlin: 1997-2000
- Suzie Fritz: 2001-